# Szczygłów
Szczygłów – wieś w Polsce, położona w województwie małopolskim, w powiecie wielickim, w gminie Biskupice.
| SIMC    | Nazwa       | Rodzaj    |
| ------- | ----------- | --------- |
| 0315382 | Dół         | część wsi |
| 0315399 | Góra        | część wsi |
| 0315407 | Stara Droga | część wsi |
| 0315413 | Za Rzeką    | część wsi |

W latach 1975–1998 miejscowość administracyjnie należała do województwa krakowskiego.